# Emanuel-Geibel-Gesellschaft

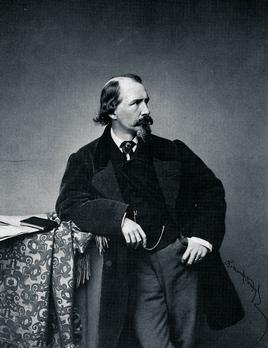
Emanuel Geibel, ca. 1860

Die Emanuel-Geibel-Gesellschaft war eine Kulturgesellschaft in Lübeck, die in den 1930er/40er Jahren literarisch und kulturpolitisch tätig war.
Die nach dem Lübecker Lyriker Emanuel Geibel benannte Gesellschaft entstand 1939 aus dem Zusammenschluss der von Robert Ludwig begründeten Gesellschaft der Theaterfreunde mit der im Juli 1934 durch Hermann Stodte begründeten Literarischen Gesellschaft zu Lübeck. Die Vorgänger wie auch die Neugründung bildeten Tochtervereine der 1789 begründeten und seit der Gleichschaltung am 31. Juli 1933 ns-orientierten Gesellschaft zur Beförderung gemeinnütziger Tätigkeit, einem rechtsfähigen Verein alten Lübecker Rechts.

## Programminhalte

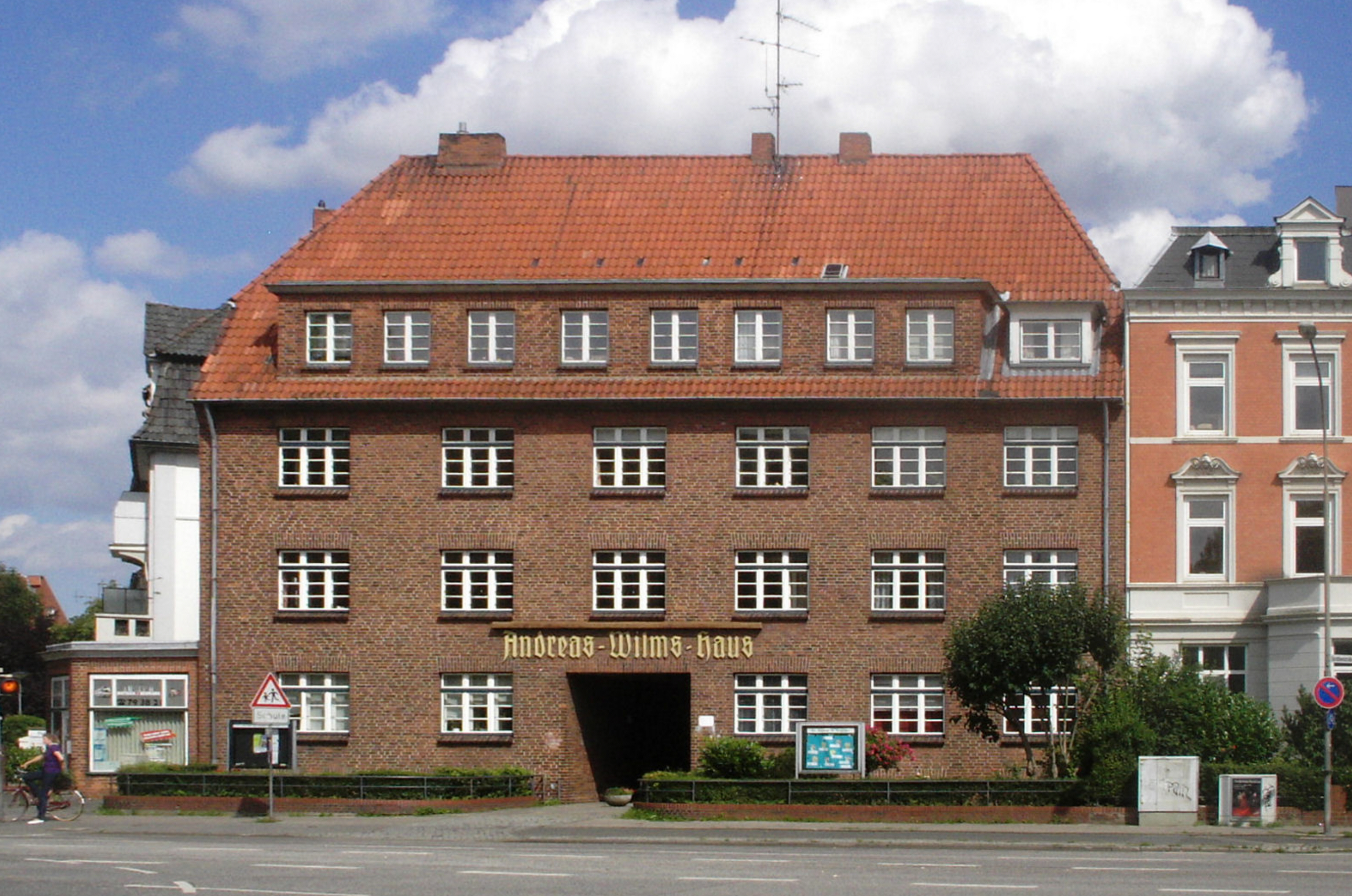
Das Andreas-Wilms-Haus in Lübeck

Die Gründung fand statt, nachdem das Amt des Direktors der Hauptgesellschaft, der „Gemeinnützigen“, an den Kreisleiter der NSDAP, Otto Bernhard Clausen, übergegangen war. Die Gründungsversammlung fand am 8. November 1939 statt. Vorsitzender wurde der Oberspielleiter am Theater Lübeck, Robert Ludwig, da Stodte im September 1939 verstorben war. Der Theaterautor und -theoretiker Ernst Bacmeister hielt einen Vortrag Die Tragödie ohne Schuld und Sühne. Zwei Monate nach dem deutschen Überfall auf Polen plädierte Bacmeister darin für die Abschaffung der „Individualtragik“, wie sie als Topos für den klassisch-humanistischen Idealismus charakteristisch war, „um die Deutschen vorsorglich von jeglicher Reue ... zu befreien“, wie sie der begonnene Krieg hätte nahelegen können. Der Vortrag wurde als Heft 1 einer von der Gesellschaft herausgegebenen Schriftenreihe veröffentlicht, die im damals völkischen Franz Westphal Verlag in Wolfshagen-Scharbeutz erschien.
Am 13. Oktober 1940 veranstaltete die Gesellschaft im Andreas-Wilms-Haus eine „Feierstunde für Emanuel Geibel und Gottfried Herrmann“ aus Anlass des 125. Geburtstags Emanuel Geibels. Robert Ludwig trug unveröffentlichte Dichtungen Geibels vor, und es gab zwei Uraufführungen von Kompositionen Herrmanns, langjähriger städtischer Musikdirektor in Lübeck im 19. Jahrhundert. In der Veranstaltung kündigte der nationalsozialistische Oberbürgermeister Otto-Heinrich Drechsler die Einrichtung einer Emanuel-Geibel-Stiftung an, aus deren Mitteln alle fünf Jahre ein Preis verliehen werden sollte. Das wurde der dann so genannte „Preis der Emanuel-Geibel-Stiftung“, kurz „Emanuel-Geibel-Preis“. Er wurde 1943 zum 800-jährigen Bestehen der Stadt zum ersten und letzten Mal vergeben. Er ging an vier Künstler, die in den 1920er Jahren bzw. 1933 in die NSDAP eingetreten waren.
Am 2. März 1941 veranstaltete die Gesellschaft am selben Ort – in Gemeinschaft mit der Gesellschaft zur Beförderung gemeinnütziger Tätigkeit und in Verbindung mit dem Volksbildungswerk – eine „Flämische Stunde“, die dem flämischen nationalsozialistischen Dichter Cyriel Verschaeve gewidmet war. Der flämisch-niederländische Historiker und Aktivist Prof. Antoon Jacob von der Universität Hamburg vom rechten Flügel der flämischen Nationalisten, 1944 gemeinsam mit Cyriel Verschaeve, Jef Van de Wiele und anderen Mitglied einer in Deutschland gebildeten nationalsozialistischen „Exilregierung“ des „Reichsgaus Flandern“, sprach zu Verschaeve, man las aus einer seiner Schriften und der Lübecker Sing- und Spielkreis unter Erwin Zillinger sang flämische Lieder. Es wurden Aquarelle und Bildteppiche von Erich Klahn gezeigt. Der bis dahin außerhalb Lübecks wenig bekannte völkisch-nationalsozialistische Maler und Teppichkünstler Erich Klahn, 1943 einer der Geibel-Preis-Empfänger, der in der völkischen „Niederdeutschen Bewegung“ politisch aktiv war, konnte damit erstmals Aquarelle aus seinem „Ulenspiegel“-Zyklus öffentlich zeigen.
Belegt sind ferner Veranstaltungen mit dem protestantischen Autor Hans Löscher (1941) und den nationalsozialistischen Schriftstellern Erwin Guido Kolbenheyer (1942) und Friedrich Griese (1942).
Um 1950 stellte die Gesellschaft ihre Tätigkeit ein. Ihre Tradition der Dichterlesungen wurde von der Buchhandlung Weiland in Lübeck fortgeführt.

## Schriften der Gesellschaft
- Ernst Bacmeister: Die Tragödie ohne Schuld und Sühne. [Der Vortrag wurde vom Dichter am 8. November 1939 zur Gründungsveranstaltung der Geibel-Gesellschaft zu Lübeck gehalten] Hrsg. von der Geibel-Gesellschaft in Lübeck, Heft 1. Wolfshagen-Scharbeutz: Westphal 1940
- Friedrich Ernst Peters: Die Wiederkehr des Empedokles: Friedrich Hölderlin und Josef Weinheber. Herausgegeben von der Geibel-Gesellschaft in Lübeck, Heft 2. Wolfshagen-Scharbeutz: Westphal 1940, 2. Auflage [1943]
- Richard Carstensen: Emanuel Geibel. Geboren und gestorben in Lübeck. Ernstes und Heiteres aus seinem Leben und Schaffen. Lübeck: Geibel-Gesellschaft 1940